# U-331
El submarí alemany U-331 va ser un submarí tipus VIIC de la Kriegsmarine de l'Alemanya nazi durant la Segona Guerra Mundial, famós per enfonsar el cuirassat HMS Barham.
Se li va posar la quilla el 26 de gener de 1940 a la drassana Nordseewerke d'Emden, llançat el 20 de desembre de 1940 i posat en servei el 31 de març de 1941 sota el comandament de l'Oberleutnant zur See Hans-Diedrich Freiherr von Tiesenhausen. Va ser rastrejat per la RAF i paralitzat abans de ser destruït pel Fleet Air Arm de la Royal Navy el 17 de novembre de 1942 amb la pèrdua de la major part de la seva tripulació.

## Disseny
Els submarins alemanys de tipus VIIC van ser precedits pels submarins de tipus VIIB més curts. L'U-331 tenia un desplaçament de 769 tones (757 tones llargues) quan estava a la superfície i de 871 tones (857 tones llargues) mentre estava submergit.Tenia una longitud total de 67,10 m (220 peus 2 polzades), una longitud del casc a pressió de 50,50 m (165 peus 8 polzades), una mànega de 6,20 m (20 peus 4 polzades), una alçada de 9,60 m (31 peus 6 polzades) i un calat de 4,74 m (15 peus 7 polzades). El submarí estava propulsat per dos motors dièsel sobrealimentats de sis cilindres i quatre temps Germaniawerft F46, produint un total de 2.800 a 3.200 cavalls de potència (2.060 a 2.350 kW; 2.760 a 3.160 shp) per al seu ús a la superfície, dos motors elèctrics de doble efecte AEG GU 460/8–27 que produïen un total de 750 cavalls de potència (75500 kW); shp) per utilitzar-lo submergit. Tenia dos eixos i dues hèlixs d'1,23 m (4 peus). El vaixell era capaç d'operar a profunditats de fins a 230 metres (750 peus).
El submarí tenia una velocitat màxima en superfície de 17,7 nusos (32,8 km/h; 20,4 mph) i una velocitat màxima submergida de 7,6 nusos (14,1 km/h; 8,7 mph). Quan estava submergit, el vaixell podia operar durant 80 milles nàutiques (150 km; 92 milles) a 4 nusos (7,4 km/h; 4,6 mph); mentre que a la superfície podia viatjar 8.500 milles nàutiques (15.700 km; 9.800 milles) a 10 nusos (19 km/h; 12 mph).
L'U-331 estava equipat amb cinc tubs de torpedes de 53,3 cm (21 polzades) (quatre muntats a la proa i un a la popa), catorze torpedes, un canó naval SK C/35 de 8,8cm (3,46 polzades), 220 projectils i un canó antiaeri C/30 de 2 cm (0,79 polzades). El vaixell tenia una tripulació de 4 oficials i d'entre 40 i 56 contramestres i mariners.

## Historial de serveis

### Primera patrulla
La primera patrulla de l'U-331 el va portar des de Kiel a Alemanya el 2 de juliol de 1941, cap a l'Atlàntic mitjà, abans d'arribar a Lorient a França el 19 d'agost.

### Segona patrulla
Va partir de Lorient el 24 de setembre i es va dirigir a la Mediterrània. Allà, el 10 d'octubre, es va enfrontar a tres vaixells de desembarcament de tancs britànics davant de Sidi Barrani, Egipte. Després de desaparèixer amb un torpede, es va enfrontar amb el seu canó de coberta, danyà lleugerament l'HMS TLC-18 (A 18), abans d'interrompre l'atac després de ser colpejat per obusos de 40 mm, que van ferir dos homes (un mortalment) i danyar la torre de comandament. Va arribar a Salamina, Grècia, l'endemà, 11 d'octubre.

### Tercera patrulla: HMS Barham

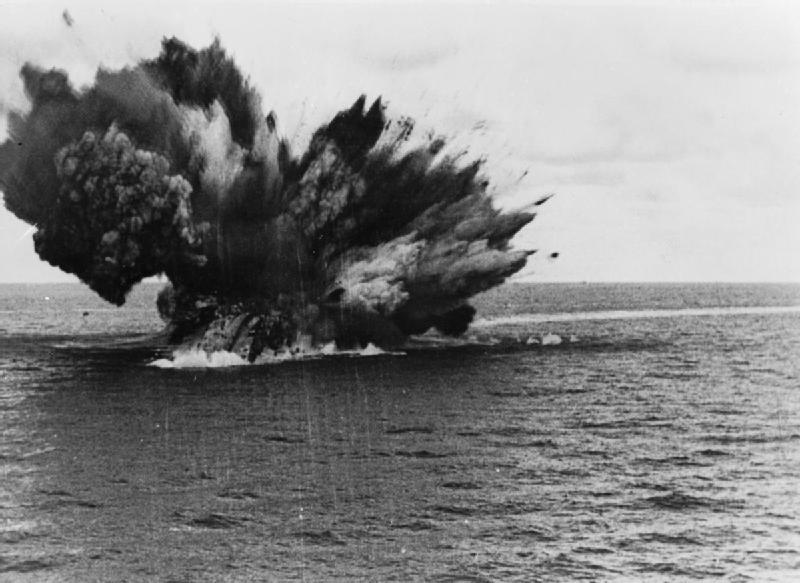
Les santabàrbares principals de l'HMS Barham exploten, 25 de novembre de 1941

Navegant des de Salamina el 12 de novembre de 1941, l'U-331 va tornar a la costa egípcia. El 17 de novembre va desembarcar set homes del Lehrregiment Brandenburg a l'est de Ras Gibeisa, amb la missió de fer volar una línia de ferrocarril prop de la costa, que va fracassar. El 25 de novembre de 1941, al nord de Sidi Barrani, l'U-331 va disparar tres torpedes al cuirassat britànic de la classe Queen Elizabeth HMS Barham. Quan el vaixell va bolcar, les seves santabàrbares van explotar i es va enfonsar ràpidament amb la pèrdua de 861 homes, mentre que 395 van ser rescatats. L' U-331Va tornar a Salamina el 3 de desembre, on el seu comandant, Freiherr Hans-Diedrich von Tiesenhausen, va ser ascendit posteriorment a Kapitänleutnant i va rebre la Creu de Cavaller de la Creu de Ferro.

### Quarta i cinquena patrulla
L'U-331 va sortir de Salamina el 14 de gener de 1942 cap a una altra patrulla davant la costa egípcia, aquesta vegada sense èxit. Després va navegar cap a La Spezia, Itàlia, arribant el 28 de febrer.
La seva següent patrulla va ser la inversa de l'anterior, va sortir de La Spezia el 4 d'abril, va patrullar la costa enemiga i després va tornar a Salamina el 19 d'abril.

### Sisena a novena patrulla
Les seves quatre patrulles següents van ser igualment tranquil·les, operant des de Messina, Sicília, i després de nou La Spezia, de maig a setembre de 1942, patrullant la costa nord-africana sense èxit.

### Desena patrulla
L'U-331 va sortir de La Spezia en el seu darrer viatge el 7 de novembre de 1942 per atacar els vaixells de l'Operació Torxa. Dos dies més tard, el 9 de novembre, l'U-331 va albirar el transport de tropes nord-americà de 9.135 GRT USS Leedstown (AP-73) davant d'Alger. El Leedstown havia desembarcat tropes la nit del 7 al 8 de novembre, i l'endemà havia estat colpejat per un torpede aeri d'un torpediner Ju 88 del III./KG 26 destruint el seu mecanisme de direcció i inundant la secció posterior. L'U-331 va disparar quatre torpedes contra el vaixell colpejant-lo amb dos. Leedstown es va inclinar per la proa amb una pesada llista d'estribord, i va ser abandonat, finalment es va enfonsar dues hores després.
El 13 de novembre, l' U-331 va ser atacat per un vaixell d'escorta i va resultar lleugerament danyat quan va capbussar massa profundament i va colpejar el fons marí.

#### Enfonsament
L'U-331 va ser enfonsat el 17 de novembre, al nord d'Alger en la posició 37° 05′ N, 2° 27′ E / 37.083°N,2.450°E. Havia quedat molt danyat després de ser atacat per un bombarder Lockheed Hudson del 500è Esquadró de la RAF, amb l'escotilla davantera oberta, impedint que el submarí immergís, i va assenyalar la rendició al Hudson. El destructor HMS Wilton va rebre l'ordre d'apoderar-se del submarí, però un atac aeri de tres torpediners Fairey Albacore del 820è Esquadró Aeri Naval escortat per dos caces Grumman Martlet del 893è Esquadró Naval Aeri del portaavions britànic HMS Formidable contra el submarí avariat. Sense veure cap senyal de rendició, els Martlet van ametrallar l' U-331 que després va ser enfonsat per un torpede llançat des d'un dels Albacores. De la seva tripulació, 32 van morir i 17 van sobreviure, inclòs el seu comandant.

## Llopades
L'U-331 va participar en una llopada, a saber:
- Goeben (24-30 de setembre de 1941)

## Resum de l'historial d'atacs
| Data                   | Nom del vaixell | Nacionalitat                       | Tonatge | Destí     |
| ---------------------- | --------------- | ---------------------------------- | ------- | --------- |
| 10 d'octubre de 1941   | HMS TLC-18      | Royal Navy                         | 372     | Espatllat |
| 25 de novembre de 1941 | HMS Barham      | Royal Navy                         | 31,100  | Enfonsat  |
| 9 de novembre de 1942  | USS Leedstown   | Marina dels Estats Units d'Amèrica | 9,135   | Enfonsat  |